# Forêt domaniale des Blaches
La forêt domaniale des Blaches est une forêt domaniale française située dans le nord du département de l'Isère, à environ une quinzaine de kilomètres au sud-est de la ville de Vienne.

## Géographie

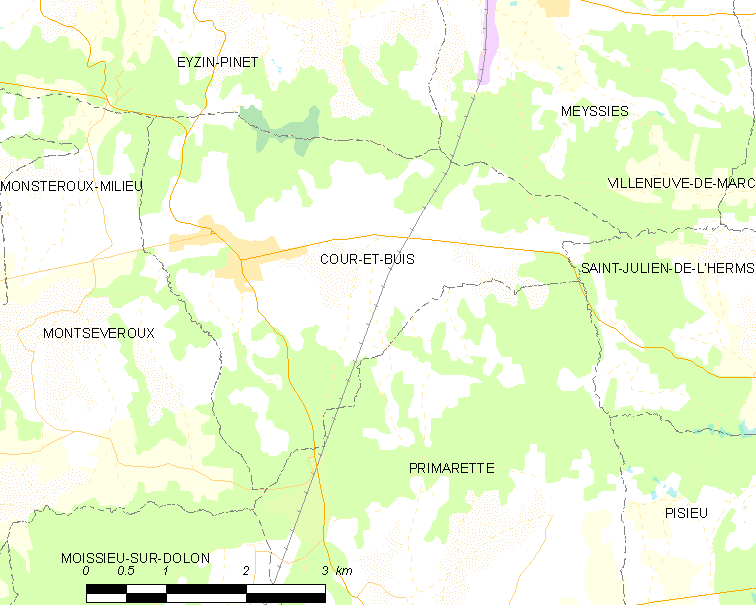
La forêt de Blache se situe dans la partie haute de la carte entre les territoires des communes de Cour-et-Buis, Eyzin-Pinet et Meyssiez (la ligne LGV est indiquée)

.

### Situation et accès
La forêt des Blaches est un massif forestier de dimension modeste partagé entre les communes de Cour-et-Buis, d'Eyzin-Pinet et de Meyssiez, dans l'arrondissement de Vienne, département de l'Isère, en région Auvergne-Rhône-Alpes.
Ce massif est également situé au Nord-Ouest de la forêt de Bonnevaux, vaste ensemble forestier qui est en très grande partie une propriété privée et dont elle est la continuité. la forêt des Blaches est délimitée par la Varèze au Sud et de la Gère au Nord, deux petits affluents de la rive gauche du Rhône, qui s'écoulent de façon parallèle, selon un axe Est-Ouest.
Celle-ci est accessible en voiture depuis Vienne par l'ancienne route nationale 538 (RN 538) dite « route de Vienne à Marseille » et qui fut déclassée en route départementale (RD 538) après la réforme de 1972.

### Description et géologie
Il s'agit d'une forêt domaniale dont la gestion est assurée par l'ONF. Celle-ci occupe une partie de l'immense cône de déjection formé par les décombres des Alpes, étalé au tertiaire et profondément raviné durant l'ère quaternaire par les fleuves de glace, formant ainsi de grandes plaines uniformes dominées par des collines de formes allongées et parallèles les unes aux autres.

### Climat
La forêt des Blaches, à l'instar du massif de Bonnevaux, est située dans une zone climatique de transition à tendance continentale avec des influences océaniques et méditerranéennes.

## Flore et faune
Le massif est classé en zone naturelle d'intérêt écologique, faunistique et floristique (ZNIEFF) dans son ensemble et héberge de nombreuses espèces animales et végétales.

### Habitat forestier
Les arbres de ce massif, situés dans des étages collinéens de faible altitude, sont, historiquement, des chênes pubescents, des chênes pédonculés (qui donnèrent leurs noms à la forêt), des hêtres,des châtaigniers, mais aussi des colonies de pins noirs d'Autriche.

### Flore
- Immortelle commune (Helichrysum stoecha)̟
- Marguerite de la Saint-Michel (Aster amellus).

## Toponymie
Le terme de « Blache » est issu du gaulois blaca  signifiant « chêne blanc ou pubescent » et désigne les bois ou taillis de chênes blancs en usage dans le Dauphiné et le Sud-Est de la France (Wiktionnaire:Blache).

## Lieux remarquables

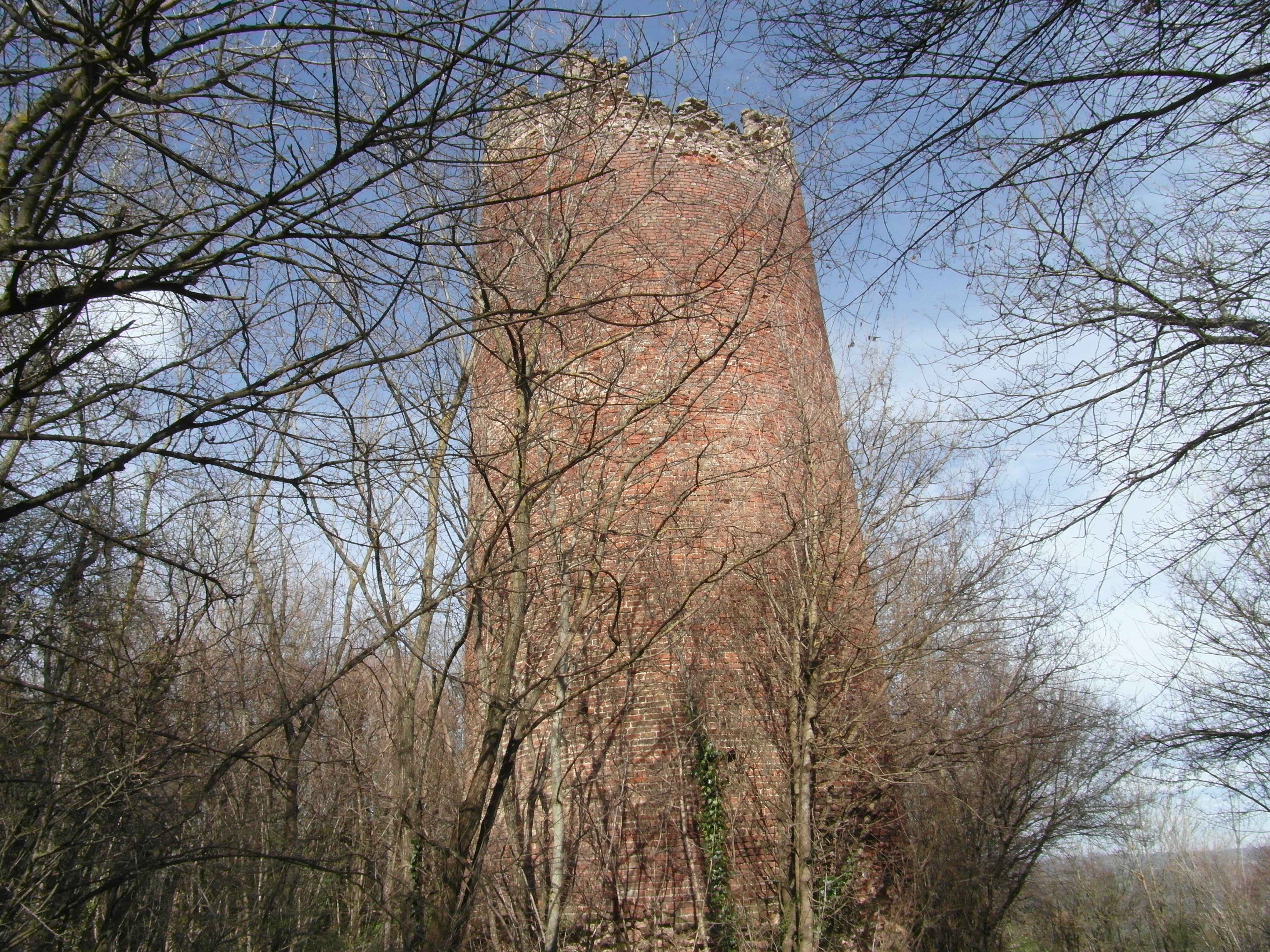
La tour de Pinet

La tour de Pinet, un donjon ruiné de l'ancien château fort du XIIIe siècle se situe sur le territoire d'Eyzin-Pinet, en lisère septentrionale du massif forestier.
Le tunnel de Meyssiez, achevé en 1993 est un tunnel ferroviaire de long de 1 911 mètres de la LGV Rhône-Alpes divisée en deux voies et qui permet aux trains de passer sous la forêt domaniale.

## La forêt de Blache dans les arts
Le roman de Nicole Provence, Le gourou des Terres froides publié aux éditions Ravet-Anceau en 2007, évoque ce secteur du Nord-Isère dans un thriller policier. La forêt domaniale des Blaches et le massif forestier des Bonnevaux y sont nommément cités.